# كمال هبري
 كمال هبري (1976الجزائر) هو لاعب كرة قدم جزائري.

## روابط خارجية
- كمال هبري على موقع قاعدة بيانات كرة القدم.إي يو (الإنجليزية)
- كمال هبري على موقع ناشيونال فوتبول تيمز (الإنجليزية)